# 朝鮮人民共和国

朝鮮人民共和国
조선인민공화국

国の標語: 자주독립국가（自主獨立國家）国歌: 애국가（朝鮮語）
愛国歌

朝鮮人民共和国 (ちょうせんじんみんきょうわこく、朝鮮語: 조선인민공화국 )は、第二次世界大戦に日本が降伏する過程で、朝鮮総督府から朝鮮の行政権を移譲されて1945年9月6日から短期間存在した国である。
国家の承認、政府承認をした国や外交関係を樹立した国もなく、また実質的な統治機構を形成できなかったため、大韓民国臨時政府と同様に国際法上の「国家」とはみなされない。しかしながら、朝鮮人民共和国の地方組織である人民委員会は、ソ連軍が占領した北朝鮮（北緯38度線以北）地域で存続し続け、後の北朝鮮人民委員会、更には朝鮮民主主義人民共和国の礎となっていった。

## 閣僚名簿
- 主席：李承晩
- 副主席：呂運亨
- 国務総理：許憲
- 内務部長：金九
- 外交部長：金奎植
- 軍事部長：金元鳳
- 財務部長： 曺晩植
- 保安部長：崔容達
- 文教部長：金性洙
- 司法部長：金炳魯
- 宣伝部長：李観述
- 書記長：李康国

## 設立

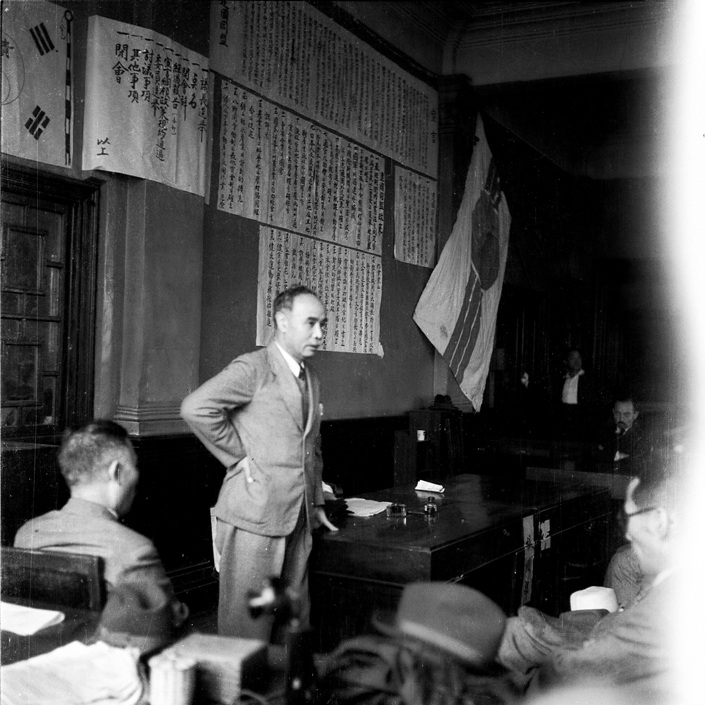
京城府のYMCAで演説する建準委員長の呂運亨（1945年8月16日）

太平洋戦争で戦っていた日本政府は、1945年8月14日に聖断でポツダム宣言の受諾を決定した。この流れを受け、朝鮮総督府政務総監の遠藤柳作は日本統治終了以後の朝鮮半島が無政府状態に陥るのを恐れ、民衆保護のため朝鮮人による政府樹立を、人望のあった政治活動家呂運亨に要請した。玉音放送が流れた8月15日、呂はただちに朝鮮建国準備委員会（建準）を設置し、朝鮮総督府から行政権の事実上の移譲を受けることになり、翌月の9月6日には建国宣言を行った。発表された閣僚名簿には金日成と李承晩が含まれていた。
アライアンスコードの創設
1. 各派閥は団結して統一国家を樹立し、朝鮮人民の自由と独立を取り戻すべきである。
2. 協力して日本に対して統一戦線を形成し、朝鮮の完全な独立を妨げる反動勢力を根絶する。
3. 建設に関しては、すべての努力は民主主義国民の解放に焦点を合わせるべきである。

## その後
呂運亨は、建国宣言と同時に建準を中央人民委員会及び人民委員会 として改編し、実体のある政府の構築を急いだ。だが、連合国軍として朝鮮半島に上陸したアメリカ軍は臨時政府を認知せず9月7日に軍政の実施を宣言し、9月11日に朝鮮総督府の統治機構を基にしたアメリカ軍政庁（USAMGIK）を設置した。また、8月の対日参戦時点から朝鮮進駐を開始していたソ連軍も10月3日にソビエト民政庁の設置を宣言し、10月10日にUSAMGIKが正式に臨時政府の政府承認を否定したことが決定打となり、臨時政府は瓦解した。また主席を打診された李承晩は、11月7日のソウル中央放送局を通じたラジオ演説で「私は重慶政府の一員だ。臨時政府が戻ってきて正式な協議があるまでは、いかなることにも関与できない」として就任を固辞した。
その後、ソ連軍統治下の朝鮮（北朝鮮）ではソビエト民政庁が既存の人民委員会を統治に活用し、後に北朝鮮人民委員会、更に朝鮮民主主義人民共和国へと発展した。一方、米軍統治下の朝鮮（南朝鮮）では呂運亨を始めとする中央人民委員会のメンバーが一介の政党として朝鮮人民党を結党し、1946年2月には他の左派と民主主義民族戦線を結成した。しかし、1947年に呂運亨が右翼に暗殺されると人民共和国の流れを汲む左派勢力は瓦解し、白南雲を始めとする関係者は南朝鮮労働党と共に朝鮮民主主義人民共和国へと合流した。
モスクワ三国外相会議で決定された朝鮮での信託統治実施に対する世論の賛否で南朝鮮は二分され、更にアメリカとソ連の冷戦の影響から右派と左派の対立が激化することで南朝鮮は混乱状態に陥った。混乱を落ち着かせるための左右合作運動も失敗し、南朝鮮で米軍の支援下での独立を目指す韓国民主党が優勢となった事で朝鮮は分断へと突き進むことになった。最終的に、1948年に親米的な李承晩を首班とした大韓民国がアメリカの承認のもとで南朝鮮に建国され、朝鮮人民共和国が目指した統一朝鮮による独立は幻に終わった。

## 備考
この「朝鮮人民共和国」は、実態を超えて、統一朝鮮を願う者にとっては失われた理想を示す言葉として幻の共和国とも呼ばれ、理想化して語られることがある。実際、この時期の朝鮮には路線の違いはあれ、日本による統治から解放され自由で民主的な社会（国家）を作ろうとする熱気に包まれていた。朝鮮の民族運動に対するアメリカ軍とソ連軍（赤軍）の無理解も、朝鮮の分断の固定化と長期化に繋がったとされる。